# Gelmerheide
Das Naturschutzgebiet Gelmerheide liegt auf dem Gebiet der kreisfreien Stadt Münster in Nordrhein-Westfalen. Das Gebiet erstreckt sich nordöstlich der Kernstadt Münster. Westlich verläuft die B 219, östlich fließt der Dortmund-Ems-Kanal. Nördlich erstreckt sich das 228,2 ha große Naturschutzgebiet (NSG) Rieselfelder Münster und östlich das 10,45 ha große NSG Huronensee.

## Bedeutung
Für Münster ist seit 1994 ein 12,39 ha großes Gebiet unter der Kenn-Nummer MS-011 als Naturschutzgebiet ausgewiesen. Das Gebiet wurde unter Schutz gestellt zur Erhaltung und Entwicklung von
- Relikten einer Feuchtheide mit ihrem typischen Artenbestand sowie der Erhaltung der naturnahen Altholzbestände mit Resten von Erlen- und Birkenbrüchen
- Lebensstätten typischer Pflanzen- und Tierarten dieser gefährdeten Lebensräume.